# Yle Puhe
Yle Puhe – program radiowy publicznego nadawcy fińskiego Yleisradio nadający przede wszystkim audycje mówione. Emitowany również przez internet i satelitę.

## Program
Program radia adresowany jest do szerokiego kręgu odbiorców: polityczne, rodzinne, literackie itp. Program złożony jest z trzech bloków:
- Aamu (poranek) 6 - 10
- Päivä (dzień) 10 - 14
- Iltapäivä (popołudnie) 14 - 17.30